# L'Era de les Cases
L'Era de les Cases és una masia del terme municipal de Castellterçol, al Moianès.
Està situada al sud-oest de la vila de Castellterçol, a l'extrem sud-oest del terme, prop del límit amb Granera i amb Gallifa. És al sud-est de Sant Julià d'Úixols, parròquia a la qual pertanyia i a l'est-sud-est de la masia del Solà del Sot, que pertany al terme municipal de Granera.